# Sân bay quốc tế Odessa
Sân bay quốc tế Odesa (tiếng Ukraina: Міжнародний аеропорт Одеса) (IATA: ODS, ICAO: UKOO) là một sân bay ở Odessa, Ukraina, đôi khi còn được gọi là "Odesa Central" (Одеса Центральний).
Sân bay này được xây năm 1961. Quý 1 năm 2007, sân bay này đã phục vụ 589.614 lượt khách. 

## Các hãng hàng không và các tuyến điểm
- Aerosvit Airlines (Antalya, Athens, Dalaman, Heraklion, Istanbul-Atatürk, Kyiv-Boryspil, Larnaca, Moscow-Domodedovo, Sharm el-Sheikh, Tel Aviv)
- airBaltic (Riga, Vilnius)
- Armavia (Yerevan)
- Austrian Airlines (Vienna)
- Carpatair (Timişoara)
- Czech Airlines (Prague)
- DonbassAero (Donetsk, Aleppo, Munich)
- Dniproavia (Dnipro, Kyiv-Boryspil)
- El Al (Tel Aviv)
- Euroline (Batumi, Tbilisi)
- Georgian National Airlines (Tbilisi)
- LOT Polish Airlines (Warsaw)
- Lufthansa (Munich)
- KD Avia (Kaliningrad)
- Malév Hungarian Airlines (Budapest)
- Rossiya (St. Petersburg)
- Ural Airlines (Yekaterinburg)
- South Airlines (Donetsk, Kyiv-Zhuliany, Simferopol, Varna)
- TAM Air (Batumi)
- Transaero (Moscow-Domodedovo)
- Turkish Airlines (Istanbul-Atatürk)
- Ukraine International (Antalya, Sharm el-Sheikh, Vienna)
- UM Airlines (Antalya)
- Wizz Air (Kyiv-Boryspil [bắt đầu tháng 6 năm 2008])